# Jan Karel Voračický z Paběnic
Jan Karel Voračický z Paběnic (německy Johann Karl Woracziczky von Babienitz, 1550 – 10. října 1612 v Praze) byl český šlechtic z rodu Voračických z Paběnic.

## Život
Narodil se jako syn Václava z Paběnic (1525 – 6. ledna 1565, pohřben ve vožickém kostele) a jeho manželky Anny Žďárské ze Žďáru († 19. února 1554). Václav z Paběnic v roce 1553 koupil obec Hlasivo a v roce 1557 Polánku. Později ještě od svých bratrů získal část Vožice a po smrti bratra Burjana také jeho díl.
Měl bratry Bedřicha, Kryštofa, Adama, Viléma, Mikuláše a Jáchyma.
Jako rodinný podíl dostal Jan Karel půl rodového statku Polánky, který roku 1574 prodal.
Poté sloužil jako královský úředník při zemských deskách a zastával úřad nejvyššího berníka.
Zemřel v Praze a byl pochován týnském chrámu, kde si v roce 1612 zařídil rodovou hrobku s oltářem. Později zde byly pochovány i jeho děti.

### Rodina
Měl více dětí, mezi nimi dceru Dorotu, roku 1625 provdanou Čabelickou ze Soutic.